# Trachyxiphium steerei
Trachyxiphium steerei là một loài rêu trong họ Pilotrichaceae. Loài này được (D.G. Griffin) S.P. Churchill mô tả khoa học đầu tiên năm 1991.